# Lenkunya
Lenkunya ist eine Gattung der Landplanarien, die in Australien vorkommt.

## Merkmale
Individuen der Gattung Lenkunya haben einen Körper, der im vorderen Bereich eine breite, konvexe Form hat und zum Hinterende hin abflacht. Die Kriechsohle nimmt bauchseitig 70 bis 80 % der Körperbreite ein. Die Augen bilden eine einzelne Reihe um das Vorderende, weiter hinten verteilen sich viele Augen an der Seite und zum Hinterende in einer versetzten Reihe.
Die parenchymale Muskulatur ist stark, zu ihr gehört eine Ringzone aus zirkulär-schrägen Fasern. Der Kopulationsapparat weist eine gut entwickelte Penispapille auf.

## Etymologie
Der Gattungsname Lenkunya stammt von einer Sprache der Aborigines und bedeutet auf Deutsch schön.

## Arten
Zu der Gattung Lenkunya gehören die folgenden Arten:
- Lenkunya adae (Dendy, 1891)
- Lenkunya arenicola (Steel, 1901)
- Lenkunya frosti (Spencer, 1891)
- Lenkunya munda (Fletcher & Hamilton, 1888)
- Lenkunya ornata (Fletcher & Hamilton, 1888)
- Lenkunya virgata (Fletcher & Hamilton, 1888)